# Kewaunee
Kewaunee ist eine Stadt (mit dem Status „City“) und Verwaltungssitz des Kewaunee County im US-amerikanischen Bundesstaat Wisconsin. Im Jahr 2010 hatte Kewaunee 2952 Einwohner.
Kewaunee ist Bestandteil der Metropolregion um die Stadt Green Bay.

## Geografie
Kewaunee liegt auf 44°28' nördlicher Breite und 87°31' westlicher Länge, erstreckt sich über 10,9 km² (9,0 km² davon Landfläche) auf einer Höhe von 204 Meter über dem Meeresspiegel am Michigansee.
Der Wisconsin Highway 29 mündet in der Stadtmitte, von Westen kommend, in den Wisconsin Highway 42 der durch die Stadt in Nord-Süd-Richtung führt.
Die Stadt war an das Streckennetz der „Kewaunee, Green Bay and Western Railroad“ angebunden. Die Strecke wurde stillgelegt und wird als Ahnapee State Trail benutzt.
Die nächstgelegenen größeren Städte sind Green Bay (ca. 45 km westlich), dort liegt auch der Austin Straubel International Airport, Appleton (ca. 85 km südwestlich) und Sheboygan (ca. 90 km südlich). Madison, die Hauptstadt des Bundesstaates liegt ca. 250 km südwestlich und Chicago, die nächste Millionenstadt, ca. 310 km südlich.

## Bevölkerung
Nach der Volkszählung im Jahr 2010 lebten in Kewaunee 2952 Menschen in 1278 Haushalten. Die Bevölkerungsdichte betrug 328 Einwohner pro Quadratkilometer. In den 1278 Haushalten lebten statistisch je 2,24 Personen.
Ethnisch betrachtet setzte sich die Bevölkerung zusammen aus 96,6 Prozent Weißen, 0,3 Prozent Afroamerikanern, 0,3 Prozent amerikanischen Ureinwohnern, 0,4 Prozent Asiaten sowie 1,1 Prozent aus anderen ethnischen Gruppen; 1,1 Prozent stammten von zwei oder mehr Ethnien ab. Unabhängig von der ethnischen Zugehörigkeit waren 1,8 Prozent der Bevölkerung spanischer oder lateinamerikanischer Abstammung.
19,8 Prozent der Bevölkerung waren unter 18 Jahre alt, 57,6 Prozent waren zwischen 18 und 64 und 22,6 Prozent waren 65 Jahre oder älter. 49,6 Prozent der Bevölkerung war weiblich.
Das mittlere jährliche Einkommen eines Haushalts lag bei 51.685 USD. Das Pro-Kopf-Einkommen betrug 26.914 USD. 14,4 Prozent der Einwohner lebten unterhalb der Armutsgrenze.

## Bekannte Bewohner
- Thomas F. Konop (1879–1964) – demokratischer Abgeordneter des US-Repräsentantenhauses (1911–1917) – war mehrere Jahre als Jurist in Kewaunee tätig
- Alvin O’Konski (1904–1987) – langjähriger republikanischer Abgeordneter des US-Repräsentantenhauses (1943–1973) – geboren und aufgewachsen in Kewaunee